# Arrondissement d'Angers
L'arrondissement d'Angers est une division administrative française située dans le département de Maine-et-Loire et la région Pays de la Loire.

## Composition

### Cantons
Les cantons suivants sont compris, partiellement ou en totalité, dans l'arrondissement d'Angers :
- canton d'Angers-1
- canton d'Angers-2
- canton d'Angers-3
- canton d'Angers-4
- canton d'Angers-5
- canton d'Angers-6
- canton d'Angers-7
- canton de Chalonnes-sur-Loire
- canton des Ponts-de-Cé

### Découpage communal depuis 2015
Depuis 2015, le nombre de communes des arrondissements varie chaque année soit du fait du redécoupage cantonal de 2014 qui a conduit à l'ajustement de périmètres de certains arrondissements, soit à la suite de la création de communes nouvelles. Le nombre de communes de l'arrondissement d'Angers est ainsi de 112 en 2015, 88 en 2016, 69 en 2017 et 66 en 2019.
Le 1er janvier 2024, la commune de Saint-Sigismond fusionne avec Ingrandes-Le Fresne sur Loire et devient une commune déléguée d'Ingrandes-le-Fresne-sur-Loire à la suite de l'arrêté préfectoral du 16 novembre 2023. Le territoire de Saint-Sigismond est transféré de l'arrondissement de Segré à l'arrondissement d'Angers.
Au 1er janvier 2024, l'arrondissement groupe les 66 communes suivantes :
1. Angers
2. Aubigné-sur-Layon
3. Avrillé
4. Baracé
5. Beaucouzé
6. Beaulieu-sur-Layon
7. Béhuard
8. Bellevigne-en-Layon
9. Blaison-Saint-Sulpice
10. Bouchemaine
11. Briollay
12. Brissac Loire Aubance
13. Cantenay-Épinard
14. Chalonnes-sur-Loire
15. Champtocé-sur-Loire
16. La Chapelle-Saint-Laud
17. Chaudefonds-sur-Layon
18. Cheffes
19. Cornillé-les-Caves
20. Corzé
21. Denée
22. Durtal
23. Écouflant
24. Écuillé
25. Étriché
26. Feneu
27. Les Garennes sur Loire
28. Huillé-Lézigné
29. Ingrandes-le-Fresne-sur-Loire
30. Jarzé Villages
31. Loire-Authion
32. Longuenée-en-Anjou
33. Marcé
34. Montigné-lès-Rairies
35. Montreuil-Juigné
36. Montreuil-sur-Loir
37. Morannes sur Sarthe-Daumeray
38. Mozé-sur-Louet
39. Mûrs-Erigné
40. Le Plessis-Grammoire
41. Les Ponts-de-Cé
42. La Possonnière
43. Les Rairies
44. Rives-du-Loir-en-Anjou
45. Rochefort-sur-Loire
46. Saint-Barthélemy-d'Anjou
47. Saint-Clément-de-la-Place
48. Sainte-Gemmes-sur-Loire
49. Saint-Georges-sur-Loire
50. Saint-Germain-des-Prés
51. Saint-Jean-de-la-Croix
52. Saint-Lambert-la-Potherie
53. Saint-Léger-de-Linières
54. Saint-Martin-du-Fouilloux
55. Saint-Melaine-sur-Aubance
56. Sarrigné
57. Savennières
58. Seiches-sur-le-Loir
59. Sermaise
60. Soulaines-sur-Aubance
61. Soulaire-et-Bourg
62. Terranjou
63. Tiercé
64. Trélazé
65. Val-du-Layon
66. Verrières-en-Anjou

## Démographie
En 2022, l'arrondissement comptait 397 311 habitants.
| 1968    | 1975    | 1982    | 1990    | 1999    | 2006    | 2011    | 2016    | 2021    |
| ------- | ------- | ------- | ------- | ------- | ------- | ------- | ------- | ------- |
| 259 776 | 288 170 | 314 813 | 340 370 | 365 748 | 383 063 | 391 118 | 380 215 | 394 256 |

| 2022    | - | - | - | - | - | - | - | - |
| ------- | - | - | - | - | - | - | - | - |
| 397 311 | - | - | - | - | - | - | - | - |